# Administração de empresas
Administração de empresas é a gestão de um negócio. Ele inclui todos os aspectos de fiscalizar e supervisionar as operações de negócios e áreas relacionadas, que incluem contabilidade, finanças e marketing.

## Visão geral
A administração de uma empresa inclui o desempenho de gestão ou de operações de negócios e tomada de decisão, bem como a organização eficiente de pessoas e outros recursos, para direcionar as atividades para atingir metas e objetivos comuns. Em geral, a administração tem função de gerenciamento em setores como finanças, de pessoal e de tecnologia da informação.

## Cursos na área
- Técnico em Administração
- Bacharelado em Administração
- Mestrado em Administração
- Doutorado em Administração